# اچ‌ام‌اس لاتونا (ام۷۶)
اچ‌ام‌اس لاتونا (ام۷۶) (به انگلیسی: HMS Latona (M76)) یک کشتی بود که طول آن ۴۱۸ فوت (۱۲۷ متر) بود. این کشتی در سال ۱۹۴۰ ساخته شد.